# Anna Favella
Anna Favella (* 21. září 1983 Řím) je italská divadelní, televizní a filmová herečka.

## Filmografie
| Film                                          | Rok       |
| --------------------------------------------- | --------- |
| Enrico Mattei - L'uomo che guardava al futuro | 2008      |
| Země rebelů (Terra Ribelle)                   | 2010-2012 |
| Mr. America                                   | 2013      |